# Heidelberg (Minnesota)
Heidelberg – miasto w Stanach Zjednoczonych, w stanie Minnesota, w hrabstwie Le Sueur.